# Labicymbium sturmi
Labicymbium sturmi là một loài nhện trong họ Linyphiidae. Loài này được phát hiện ở Colombia.